# Apyraguá
El Cerro Apyraguá es un montículo situado en el este del Departamento de Paraguarí, República del Paraguay, entre las ciudades de Ybycuí y La Colmena. Su pico es de 450 metros sobre el nivel del mar.

## Ubicación en el Mapa
25°55′5″S 56°53′33″O / -25.91806, -56.89250